# زبان سوبارتو
زبان سوبارتو زبانی منقرض شده از خانواده احتمالی زبان‌های هوری-اورارتویی بود که توسط مردم سوبارتو در شمال بین‌النهرین در هزاره سوم پیش از میلاد تکلم می‌شد.

## طبقه‌بندی زبانی
زبان سوبارتو به احتمال زیاد به خانواده زبان‌های هوری-اورارتویی تعلق داشت:
- ارتباط نزدیک با زبان هوری
- شباهت‌های واژگانی با زبان اورارتویی
- تفاوت آشکار با زبان‌های سامی منطقه

پراکندگی زبان‌های هوری-اورارتویی

## مدارک زبانی
مهم‌ترین شواهد این زبان شامل:
- نام‌های خاص در کتیبه‌های اکدی[۳]
- واژه‌های قرضی در متون سومری
- اسناد اداری از شهر نوزی

## ویژگی‌های زبانی
بر پایه تحقیقات، این زبان دارای ویژگی‌های زیر بود:

نمونه خط میخی که ممکن است برای ثبت زبان سوبارتو استفاده شده باشد

- ساختار ارگاتیو
- سیستم پیچیده تصریفی
- واژگان متمایز از زبان‌های سامی